# نيت هيرستون
نيت هيرستون (بالإنجليزية: Nate Hairston)‏ هو لاعب كرة قدم أمريكية أمريكي، ولد في 30 يونيو 1994 في واشنطن العاصمة في الولايات المتحدة.

## وصلات خارجية
- نيت هيرستون على موقع مرجع كرة القدم المحترفة.كوم (الإنجليزية)